# Frostland Tapes
Frostland Tapes to kompilacyjna płyta norweskiego zespołu Darkthrone, wydana w 2008 roku, dokumentująca deathmetalowy rozdział w historii grupy przypadający na lata 1988 – 1991. W skład wydawnictwa weszły nagrania z czterech dem, koncert z Danii z 1991 roku oraz pochodzące z tego samego roku nagranie demo niewydanego albumu "Goatlord" (tym razem jest to wersja oryginalna, niezawierająca śpiewu).

## Lista utworów

### CD 1 ("Land of Frost", "A New Dimension", "Thulcandra")
- "Land of Frost" (1988)

1. "Land of Frost" – 4:06
2. "Winds of Triton" – 1:57
3. "Forest of Darkness" – 4:41
4. "Odyssey of Freedom" – 3:32
5. "Day of the Dead" – 5:39

- "A New Dimension" (1988)

1. "Twilight Dimension" – 0:45
2. "Snowfall" – 9:05

- "Thulcandra" (1988)

1. "Eon" – 3:46
2. "Thulcandra" – 5:47
3. "Archipelago" – 4:53
4. "Soria Moria" – 3:43

### CD 2 ("Cromlech", "Live in Denmark")
- "Cromlech" (1989)

1. "The Watchtower" – 5:12
2. "Accumulation of Generalization" – 3:10
3. "Sempiternal Past/Presence View Sepulchrality" – 3:21
4. "Iconoclasm Sweeps Cappadocia" – 4:00

- "Live in Denmark" (1990)

1. "Cromlech" – 4:32
2. "Sunrise over Locus Mortis" – 3:37
3. "Soulside Journey" – 5:00
4. "Accumulation of Generalization" – 3:27
5. "Sempiternal Past/Presence View Sepulchrality" – 3:57
6. "Iconoclasm Sweeps Cappadocia" – 4:29
7. "Neptune Towers" – 3:20

### CD 3 ("Goatlord" w wersji instrumentalnej z 1991 roku)
1. "Rex" – 4:10
2. "Pure Demoniac Blessing" – 2:49
3. "The Grimness of which Shepherds Mourn" – 4:40
4. "Sadomasochistic Rites" – 4:20
5. "As Desertshadows" – 5:03
6. "In His Lovely Kingdom" – 3:33
7. "Black Daimon" – 2:15
8. "Towards the Thornfields" – 3:54
9. "(Birth of Evil) Virgin Sin" – 3:38
10. "Green Cave Float" – 4:08
11. "A Blaze in the Northern Sky" – 4:56
12. "Fenriz Drum Solo" – 2:35

## Twórcy
- Ted "Nocturno Culto" Skjellum – śpiew, gitara
- Gylve "Fenriz" Nagell – perkusja, śpiew
- Ivar "Zephyrous" Enger – gitara
- Dag Nilssen – gitara basowa
- Anders Risberget – gitara (tylko na demie "Land of Frost")